# Керимов, Ильгар Эльданизович
Ильгар Эльданизович Керимов (18 июля 1999) — российский спортсмен, специализируется по карате кумите и WKF, призёр чемпионата России. Мастер спорта России.

## Спортивная карьера
Представляет Дагестан. В июле 2013 года стал победителем открытого первенства Махачкалы. В ноябре 2019 года на чемпионате России в Казани стал бронзовым призёром. В марте 2021 года завоевал две награды высшей пробы на Всероссийском турнире «Кубок Кавказа» в Сочи. В сентябре 2022 года в Казани стал бронзовым призёром чемпионата России.

## Достижения
- Чемпионат России по карате 2019 — ;
- Чемпионат России по карате 2022 — ;